# Ephrem Ndjoni
Ephrem Ndjoni (ur. 11 lutego 1973 w Moandzie) – gaboński duchowny rzymskokatolicki, biskup Franceville od 2022.

## Życiorys
Święcenia prezbiteratu przyjął 6 lipca 2003 i został inkardynowany do diecezji Franceville. Po święceniach studiował przez kilkanaście lat w Rzymie i w Jerozolimie. W 2016 powrócił do kraju i objął probostwo w parafii katedralnej.
25 lipca 2022 papież Franciszek mianował go ordynariuszem diecezji Franceville. Sakry udzielił mu 22 października 2022 biskup Mathieu Madega Lebouankehan.